# Lichid preejaculator

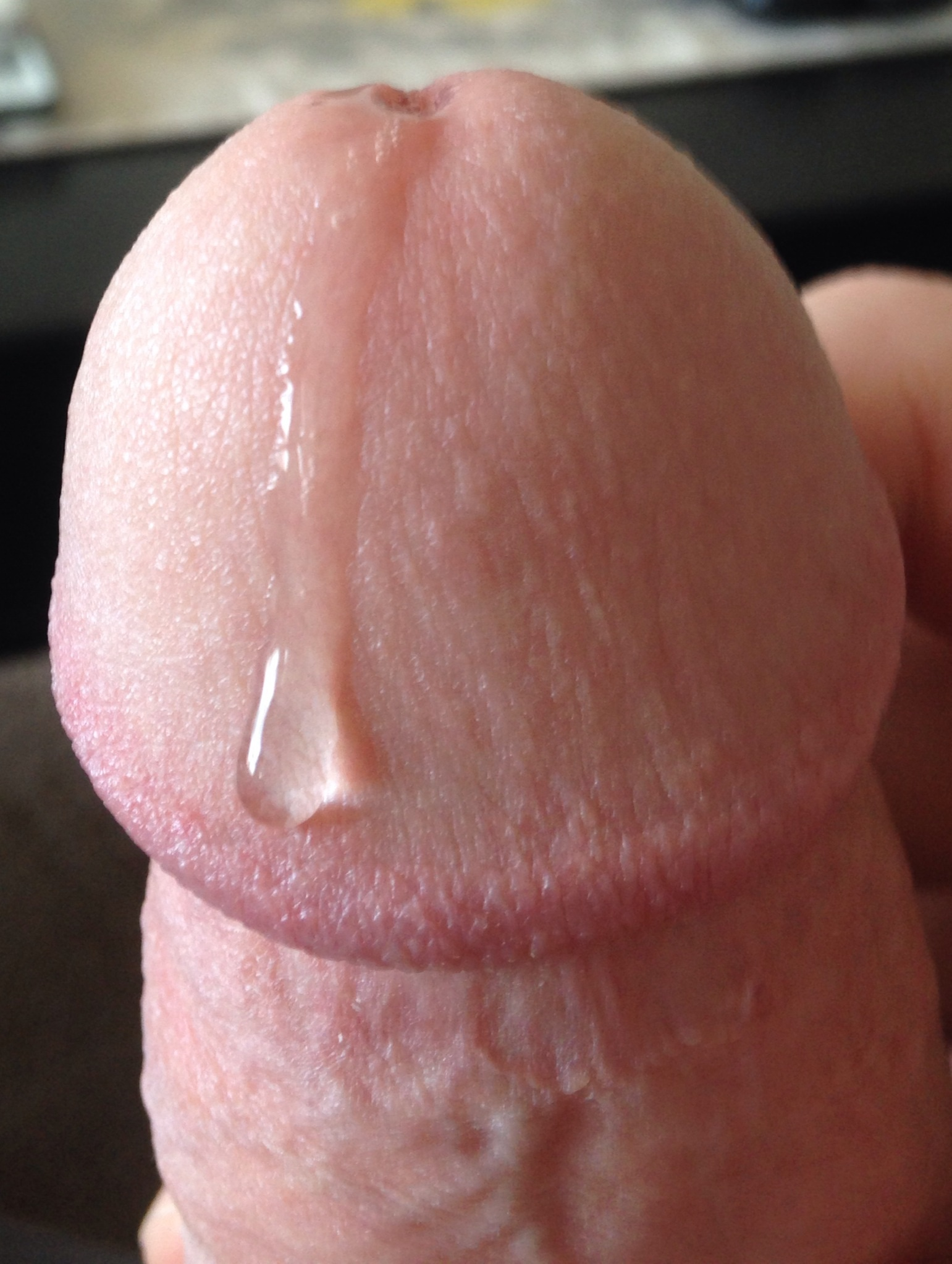
Scurgerea lichidului preejaculator pe suprafața glandului

Lichid preejaculator (cunoscut și ca lichid preseminal sau fluidul Cowper) este un lichid transparent și vâscos, eliminat prin meatul urinar din glandul penisului în timpul excitării sexuale. De regulă, compoziția este similară cu cea a lichidului seminal, dar cu unele diferențe chimice. Prezența spermatozoizilor în acest lichid este scăzută sau absentă (cu variabile individuale). Lichidul preejaculator acționează ca un lubrifiant și neutralizator al acizilor conținuți în resturile de urină din uretră.
Eliminarea acestui lichid prin uretră are loc în timpul excitării sexuale, masturbării, preludiului sau în stadiu incipient al actului sexual, înainte ca bărbatul să atingă pe deplin orgasmul și să ejaculeze spermă.

## Secreție

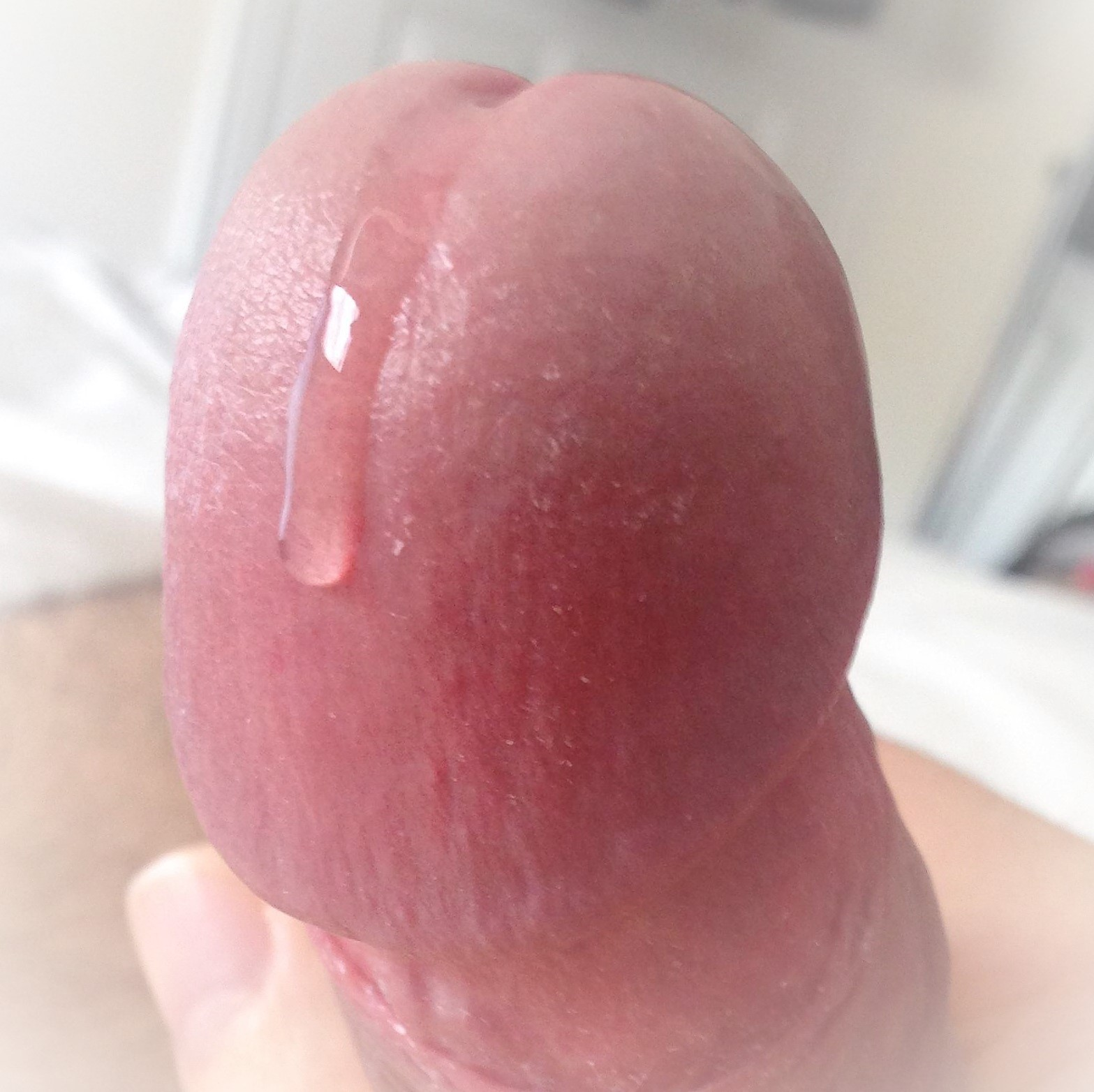
Pre cum

Lichid preejaculator este produs de glandele bulbouretrale (glandele Cowper), la care contribuie și glandele Littré (glandele uretrale care secretă mucus). Cantitatea lichidului eliminat prezintă variații individuale. La unii bărbați, lichidul preejaculator este absent, în timp ce alții se elimină până la 5 ml.

## Compoziție
În general, lichidul preejaculator conține substanțe chimice identice cu cele ale spermei, manifestând unele deosebiri: cantitatea foarte redusă a spermatozoizilor sau absența lor completă și lipsa gama-glutamiltransferazei.

## Funcție
Lichidul preejaculator neutralizează aciditatea reziduală din uretra, cauzată de urină, creând un mediu mai favorabil pentru ejacularea spermei. Eliminarea lichidului preejaculator în interiorul vaginului, care, în mod normal, este acid datorită activității bacteriilor acidolactice, reduce aciditatea acestuia. Astfel, are loc creare condițiilor cât mai prielnice pentru supraviețuirea spermatozoizilor ejaculați în vagin.
Preejaculatul acționează și ca un lubrifiant al vaginului în timpul penetrării.

## Sarcină
Cantitatea redusă sau lipsa completă a spermatozoizilor prezenți în lichidul preejaculator, a fost supusă unor cercetări privind capacitatea de a determina sarcina unei femei. Deși rezultatele sunt contradictorii, s-a constatat că lichidul prejeaculator poate conține numărul suficient de spermatozoizi pentru a induce o sarcină. Prin urmare, utilizarea coitus interruptus („actului sexual întrerupt”) ca metodă contraceptivă rămâne discutabilă.